# Рендсбург (станция)
Станция Рендсбург находится в городе Рендсбург в Шлезвиг-Гольштейне (Земли Германии) и на стыке линий Ноймюнстер — Фленсбург и Киль — Рендсбург. В настоящее время управляется компанией Deutsche Bahn, которая классифицирует её как станцию 4 категории. Ранее была прямая линия из Рендсбурга в Хузум через Эрфде, в отличие от нынешнего маршрута через Юбек. Короткий участок линии Эрфде до сих пор используется для перевозки грузов.
В начале 20-го века был построен Кильский канал, а над ним был построен Рендсбургский высокий мост на Рендсбургской петле, которая позволила поездам продолжать использовать станцию Рендсбург. C 2007 по 2009 год была отремонтирована крыша станции. Позже были восстановлены платформы. После завершения ремонта на станции она имеет пять путей, на четырёх из которых имеются платформы.

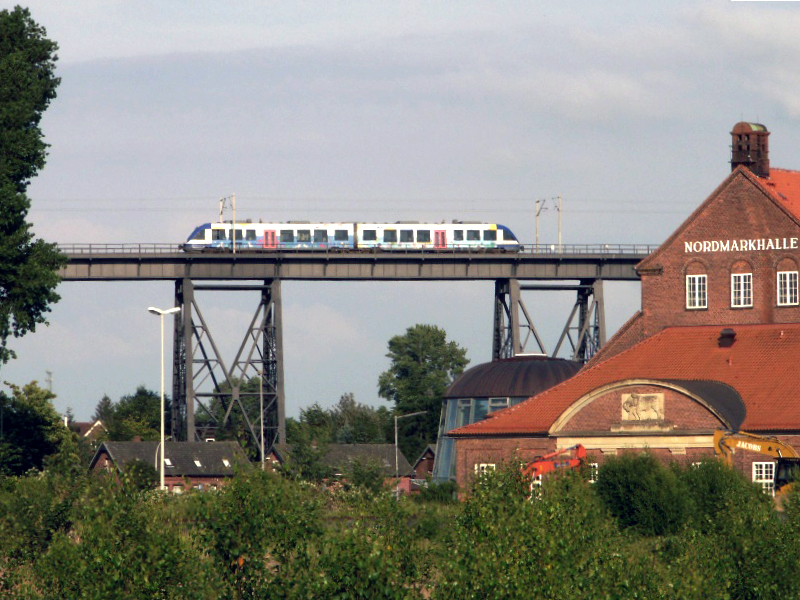
Поезд NOB на Рендсбургской петле

## Операции
В дальних перевозках, начиная с 9 декабря 2007 года, поезда Intercity-Express на маршруте Орхус — Гамбург — Берлин останавливались в Рендсбурге, как и поезда EuroCity на маршруте Орхус — Гамбург. Также есть пары междугородных поездов InterCity на выходных, которые запускаются прямо с вокзала Фленсбурга в Берлин и Кельн, с остановкой в Рендсбурге. По воскресеньям два разных поезда InterCity работают в Фленсбурге.
DB Regionalbahn Schleswig Holstein (RB-SH) — действуют Regional-Express и Regionalbahn между Фленсбургом и Ноймюнстером каждый час или два часа.
Nord-Ostsee-Bahn (NOB, сейчас управляется Veolia Verkehr) на маршруте Хузум — Юбек — Шлезвиг — Рендсбург — Киль каждый час курсируют современные поезда.
Планируется улучшить линию Киль — Рендсбург, чтобы позволить движение поездов с интервалами в полчаса.

## Междугородние и региональные перевозки
| Линия  | Маршрут                                                                            | Частота                     |
| ------ | ---------------------------------------------------------------------------------- | --------------------------- |
| ICE 76 | Берлин (Восточный вокзал) – Гамбург – Ноймюнстер – Рендсбург – Фленсбург – Орхус   | Индивидуальное обслуживание |
| RE     | Schleswig-Holstein-Express: Падборг – Фленсбург – Рендсбург – Ноймюнстер – Гамбург | Каждые два часа             |
| RB     | (Падборг) – Фленсбург – Рендсбург – Ноймюнстер                                     | Каждые два часа             |
| NOB    | Киль – Рендсбург – Шлезвиг – Хузум                                                 | Каждый час                  |

### Пути
Станция имеет пять путей, на четырёх из которых расположены платформы. Поезда отправляются следующим образом:
- Платформа 1 пути: междугородние и региональные поезда в Гамбург, региональные поезда RB-SH в Ноймюнстер;
- Платформа 2 пути: региональные поезда NOB в Киль;
- Платформа 3 пути: междугородние поезда в Данию, региональные поезда RB-SH в Фленсбург и Падборг, региональные поезда NOB в Хузум и Санкт-Петер-Ординг;
- Платформа 4 пути: нет регулярных перевозок.

## Галерея

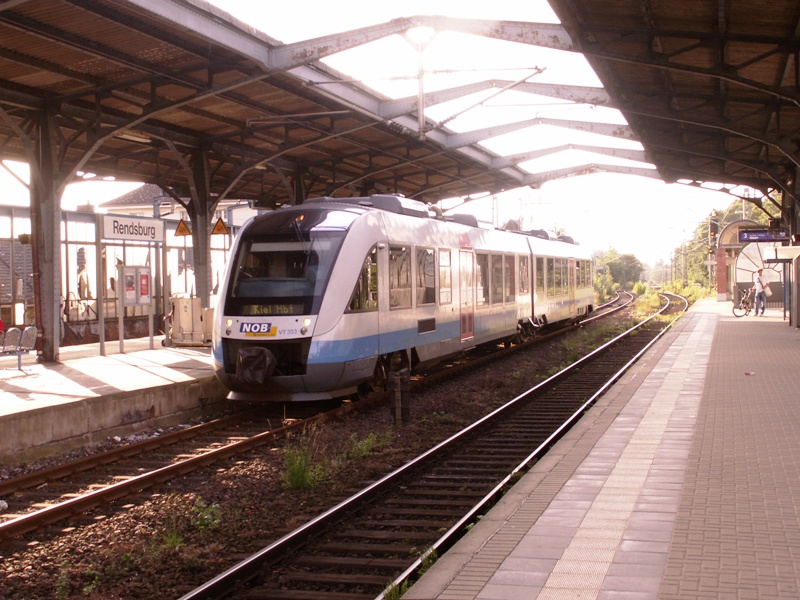
Поезд NOB в Киль
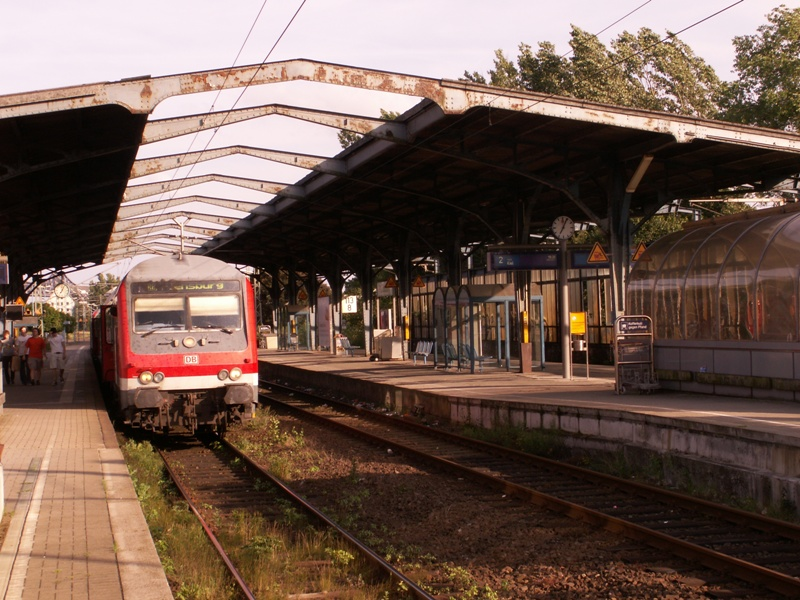
Поезд RB-SH во Фленсбург
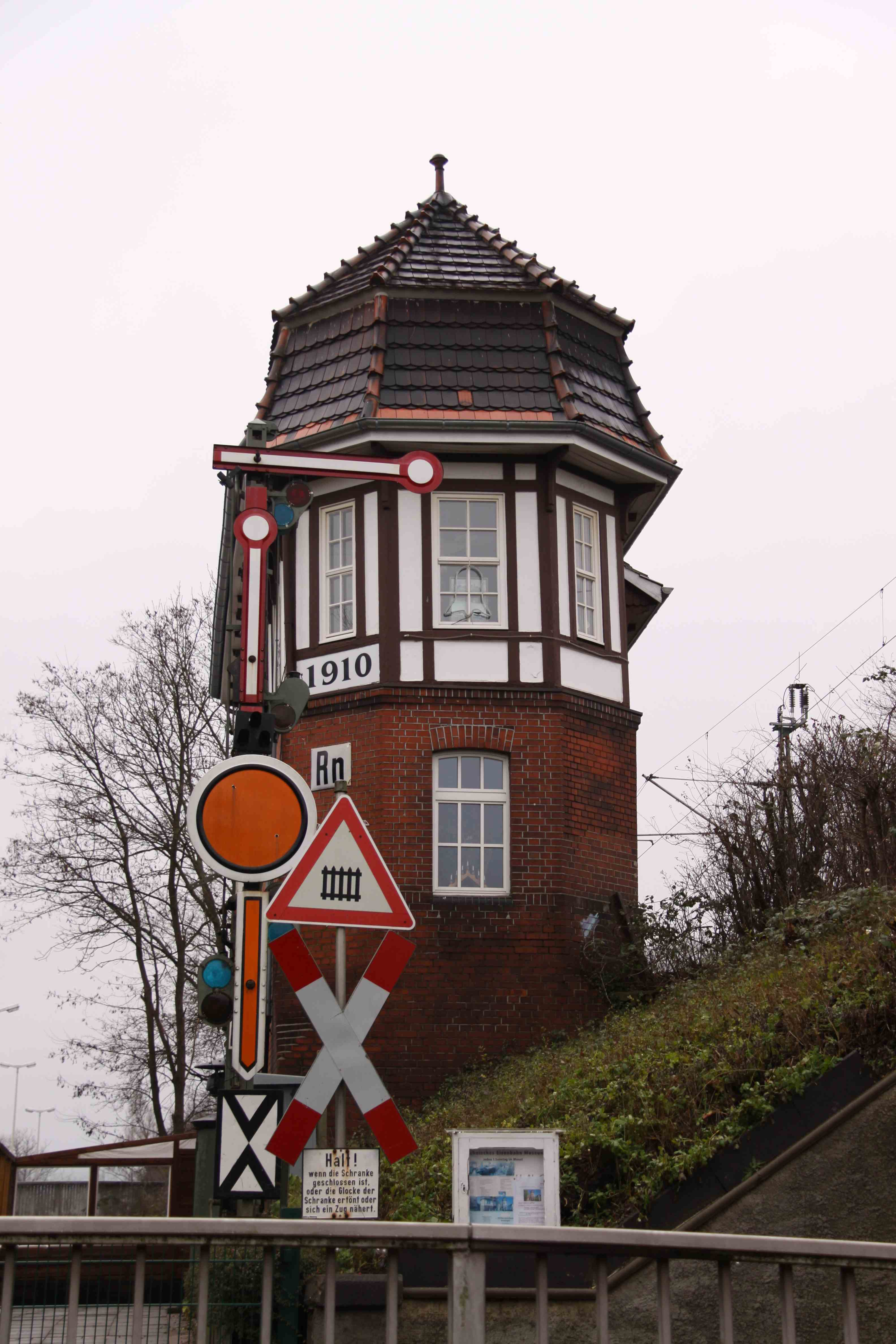
Музейная сигнальная башня

## Внешние ссылки
- План станции Рендсбург до ремонта  (нем.)